# Con te (Ex-Otago)
Con te è un singolo del gruppo musicale italiano Ex-Otago, pubblicato il 1º settembre 2023 come primo estratto dal settimo album in studio Auguri.

## Video musicale
Il videoclip, diretto da Brendon Lainez, è stato pubblicato l'8 settembre 2023 sul canale YouTube del gruppo.

## Tracce
1. Con te – 3:14